# Delegacja do Kongresu USA stanu Nebraska
Delegacja do Kongresu USA stanu Nebraska liczy 5 osób: dwóch senatorów i trzech członków Izby Reprezentantów. W obecnej kadencji Kongresu (2023-24) wszyscy członkowie delegacji to Republikanie.

## Senat
Jak w każdym ze stanów, w Nebrasce wybieranych jest dwóch senatorów federalnych. Senatorowie ci należą do I oraz II klasy.
Obecnie stan reprezentują w Senacie:
- Deb Fischer (Partia Republikańska, I klasa, od 2013)
- Pete Ricketts (Partia Republikańska, II klasa, od 2023)

## Izba Reprezentantów
Nebraska dysponuje trzema miejscami w izbie niższej parlamentu federalnego. W obecnej kadencji Izby stan reprezentują:
- Mike Flood (Partia Republikańska, 1. okręg wyborczy, od 2022)
- Don Bacon (Partia Republikańska, 2. okręg wyborczy, od 2017)
- Adrian Smith (Partia Republikańska, 3. okręg wyborczy, od 2007)